# Desolation Angels
Desolation Angels est un groupe britannique de new wave of British heavy metal, originaire de Londres, en Angleterre.

## Histoire
Le groupe est formé au début de l'année 1981 et prend son nom de l'album homonyme de Bad Company. Le groupe se composait au départ des guitaristes Keith Sharp et Robin Brancher, qui se connaissaient depuis l'enfance, de leur ami d'école Joe Larner à la basse, du batteur John Graham, qu'ils connaissaient déjà de leur groupe précédent, et du chanteur Dave Wall. La même année, le groupe enregistre quelques démos, mais il se concentre surtout sur les concerts. En 1982, Brett Robertson rejoint le groupe en tant que batteur et il reste un peu plus longtemps. En 1983, une démo live officielle est publiée, sur laquelle figurent entre autres les chansons Hounds of Hell, Doomsday, Satan's Child et No Mercy. Vers la fin de l'année, le single Valhalla sort en auto-édition avec la chanson Boadicea en face B. Les enregistrements avaient lieu à Cheltenham avec le producteur Mike Fisher. Grâce à de bons chiffres de vente, le groupe continue à accroître sa notoriété et la production d'une vidéo promotionnelle commence. De plus, des fanzines commencent à s'intéresser au groupe et à couvrir les concerts. Par la suite, le groupe donne des concerts avec des groupes renommés comme Mama's Boys, Samson, Diamond Head et Tredegar. Vers la fin de l'année 1984, Bullet Records, qui s'appelait à l'époque Bulleon Records, remarque le groupe et le prend sous contrat. Après des concerts en Belgique, l'enregistrement du premier album a lieu aux Thameside Studios à Rotherhithe. Pendant l'enregistrement, Brett Robertson quitte le groupe et est remplacé par Adam Palfrey après plusieurs changements (le poste est notamment occupé par Dave Maille). Peu de temps après, le bassiste Larner quitte également le groupe et est remplacé par Dave Scutt. La sortie est prévue pour début 1985. Cependant, le label ayant fermé à la date de sortie prévue, cette sortie n'a pas lieu et l'album éponyme ne sort que début 1986 chez Thameside Records. Aucun batteur n'est indiqué sur la pochette. Après une démo intitulée Fury en mars 1987, enregistrée aux Impulse Studios de Worcester, puis le groupe se produit en Angleterre, en Écosse et au Pays de Galles. 
Environ un an plus tard, le groupe signe un nouveau contrat de management. Le groupe s'installe ensuite à Los Angeles pour travailler sur des nouveaux morceaux. Leur dernier concert en Angleterre avait eu lieu en octobre 1987 au Marquee Club de Londres. Une tournée américaine est prévue pour novembre, mais elle n'a pas lieu. Aux États-Unis, le groupe joue entre autres à Hollywood et dans quelques États voisins, tout en enregistrant des chansons dans différents studios. L'album autofinancé While the Flame Still Burns est enregistré dans les studios Silvercloud à Burbank, en Californie. Il est prévu de le vendre par correspondance aux fans. Pendant cette période, Adam Palfrey quitte le groupe et est remplacé par l'Américain Sam Wilmore. L'album est achevé et d'autres concerts suivent. En 1991, le groupe joue dans les bases aériennes des soldats stationnés sur place pour la deuxième guerre du Golfe. Ils entreprend ensuite une tournée américaine dans les États du Sud, qui s'étend jusqu'à la côte est de la Floride. Frustrée par des tensions internes et l'absence de contrat d'enregistrement, la moitié du groupe retourne en Angleterre durant l'hiver 1991-1992. tandis que Dave Scutt quitte le groupe. Entre-temps, Lee Addison rejoint le groupe en tant que nouveau chanteur. Il est décidé de réenregistrer l'album enregistré précédemment, de se séparer du manager John Feely et de retourner complètement en Angleterre. Malgré le retour de Dave Scutt, le groupe se sépare en mai 1994, et While the Flame Still Burns reste inédit.
La sortie du coffret Feels Like Thunder en 2008 incite Robin Brancher et Keith Sharp à ressusciter le groupe. Les premiers concerts ont suivi pour promouvoir le coffret. Le chanteur Ian « Curly » Davies, le bassiste Clive Pearson et le batteur Chris Takka complètent le line-up. Par la suite, le groupe donne d'autres concerts et participe notamment à la huitième édition du Hammer of Doom à Wurtzbourg en 2012. L'EP The Sweeter the Meat sort en 2014. Depuis la sortie de l'EP, le groupe donne des concerts et participe à des festivals dans toute l'Europe. En 2015, le groupe se sépare du chanteur Davies, qui est remplacé par Paul Taylor d'Elixir. Le premier concert avec le nouveau chanteur a lieu en octobre 2015 au festival italien Play It Loud. Début janvier 2016, le groupe commence à travailler avec le producteur Chris Tsangardis sur un nouvel album intitulé Doomsday, dont la sortie est prévue pour fin 2016 - début 2017. En 2016, le groupe fête son trentième anniversaire en rééditant son premier album.

## Style musical
Malc Macmillan écrit dans The N.W.O.B.H.M. Encyclopedia que l'on pouvait entendre des similitudes avec le doom metal. Le style musical est mélodique et facile d'accès. Macmillan fait des comparaisons avec Pagan Altar, Demon et Phoenix Rising. Valhalla se distingue surtout par la longueur de ses chansons (généralement autour de la barre des six minutes). La musique du premier album est relativement dure, même si les chansons sont ici aussi assez longues. Fury propose également un « semi-doom metal » mélodique, mais les chansons sont désormais plus courtes et plus percutantes. Otger Jeske fait également remarquer dans NWoBHM New Wave of British Heavy Metal the Glory Days que les chansons de la démo étaient plus courtes, plus accrocheuses et plus puissantes. La démo est souvent comparée à la musique d'Iron Maiden. The International Encyclopedia of Hard Rock and Heavy Metal décrit la musique du groupe comme du heavy metal stylé. Martin Popoff écrit dans son livre The Collector's Guide of Heavy Metal Volume 2 : The Eighties à propos de l'album éponyme qu'il s'agissait d'un authentique NWoBHM underground, mais qu'il sort quatre ans trop tard. Selon Oliver Klemm du Metal Hammer, le groupe joue sur le single Valhalla un heavy metal solide dans le style de Dio et Mercyful Fate.

## Discographie
- 1981 : Demo 1 (démo)
- 1983 : Live-Demo (démo)
- 1984 : Valhalla (single)
- 1986 : Desolation Angels (album, Thameside Records)
- 1987 : Fury (démo)
- 1989 : Demo 1989 (démo)
- 1991 : English Bastards (EP, Feel Metal Records)
- 2008 : Feels Like Thunder (compilation, Cyclone Empire)
- 2014 : Sweeter the Meat (EP, Reaper Records)